# Georg Wenzeslaus von Knobelsdorff
Hans Georg Wenzeslaus von Knobelsdorff (Kuckädel, 17 de febrer de 1699 – Berlín, 16 de setembre de 1753) va ser un pintor i arquitecte prussià.
Va nàixer a Kuckädel, avui dia al districte de Krosno Odrzańskie. Va ser militar al servei de Prússia, però va renunciar al seu càrrec de capità l'any 1729 per dedicar-se a l'arquitectura. L'any 1740 va viatjar a París i a Itàlia becat pel nou rei Frederic II de Prússia. Va rebre la influència del barroc i classicisme francès i del pal·ladianisme. Amb el seu disseny d'interiors i el suport reial, va bastir els fonaments de l'estil rococó fredericià a Rheinsberg, que era la residència del príncep hereu i posterior monarca. Fou conservador en cap dels edificis reials i cap d'un consell privat sobre afers financers. L'any 1746 va ser despatxat pel rei i Johann Boumann va encarregar-se d'acabar els seus projectes, incloent-hi Sanssouci.
Knobelsdorff va morir a Berlín. La seua tomba es troba al cementeri protestant Friedhof I der Jerusalems- und Neuen Kirchengemeinde (Cementeri Núm. I de les congregacions de l'Església de Jerusalem i Deutscher Dom) a Berlín-Kreuzberg, al sud de l'estació de metro de Hallesches Tor.
L'any 1886, Karl Begas el jove va fer una estàtua de Knobelsdorff. Inicialment va ser col·locada al vestíbul de l'Altes Museum de Berlín, però avui dia es troba en un magatzem del museu.

## Vida i obra

### Servei militar i desenvolupament artístic
Georg Wenzeslaus von Knobelsdorff, va nàixer el 17 de febrer de 1699 al si d'una família aristòcrata i terratinent a Kuckädel (avui dia a Polònia i anomenat Kukadlo), prop de Crossen (avui dia ciutat polonesa amb el nom de Krosno Odrzańskie), a la vora del riu Oder. Després de la prematura mort de son pare va ser educat pel seu padrí, el cap superior forestal Georg von Knobelsdorff. Seguint la tradició familiar va iniciar la seua carrera professional en l'exèrcit prussià. Amb només 16 anys ja va participar en una campanya contra el rei Carles XII de Suècia, i el 1795 va participar en el setge de Stralsund.
Mentre era soldat va desenvolupar els seus talents artístics com autodidacte. Després d'abandonar l'exèrcit va aconseguir que el pintor de la cort prussiana Antoine Pesne, amb qui compartiria una llarga amistat, li donara lliçons, i així es va ensinistrar en diverses tècniques pictòriques. També va adquirir coneixements addicionals en geometria i anatomia. Va contemplar el seu futur com a pintor –de fet les seues pintures i els seus dibuixos sempre van ser molt apreciats– fins i tot després que les seues activitats es diversificaren.
El seu interés en l'arquitectura es va desenvolupar de manera indirecta, i va començar a partir de la representació d'edificis a les seues pintures. Posteriorment, l'aspecte pictòric dels seus projectes arquitectònics seria detectat i suscitaria reaccions enfrontades. L'any 1789, Heinrich Ludwig Manger, com a arquitecte més tècnic que artístic, va escriure amb to crític que Knobelsdorff projectava els seus edificis «merament segons criteris paisatgístics i pictòrics», tot i que va lloar les seues pintures. En canvi, Frederic el Gran, va comentar positivament l'«estil pictòric» (gout pittoresque) de l'arquitecte. No hi ha evidència que l'estil informal dels seus plànols suposara un impediment per a l'execució dels edificis.
Inicialment, Knobelsdorff va adquirir els coneixements necessaris per a aquesta nova professió de forma autodidacta, però després va fer un breu període d'estudis amb els arquitectes Kemmeter i von Wangenheim. Aquesta mena d'«arquitectes gentilhomes» no era estanya en els segles xvi i xvii, i de fet eren estimats tant des del punt de vista social com per la seua competència tècnica. Solien ser autodidactes que aprenien l'ofici mitjançant l'estudi dels edificis ja construïts, en grans viatges o a través de gravats que mostraven vistes d'edificis clàssics o contemporanis. Els models ideals de Knobelsdorff, els anglesos Inigo Jones (1573–1652) i William Kent (1684–1748) i el francès Claude Perrault (1613–1688), també van arribar a l'arquitectura per camins indirectes i quan ja no eren joves.

### Neuruppin i Rheinsberg

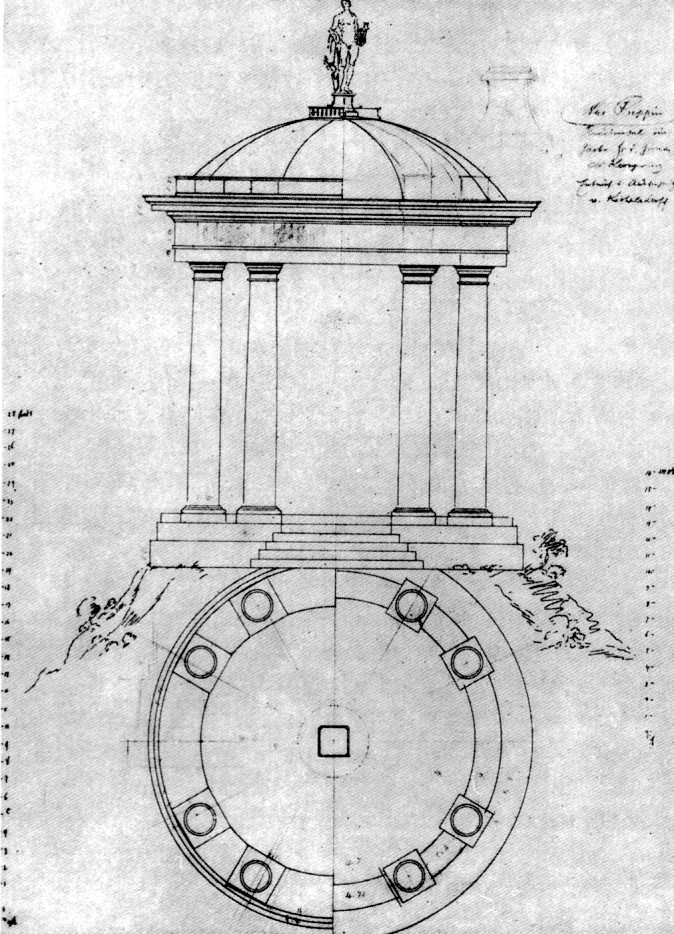
Projecte del Temple d'Aplo·lo a Neuruppin

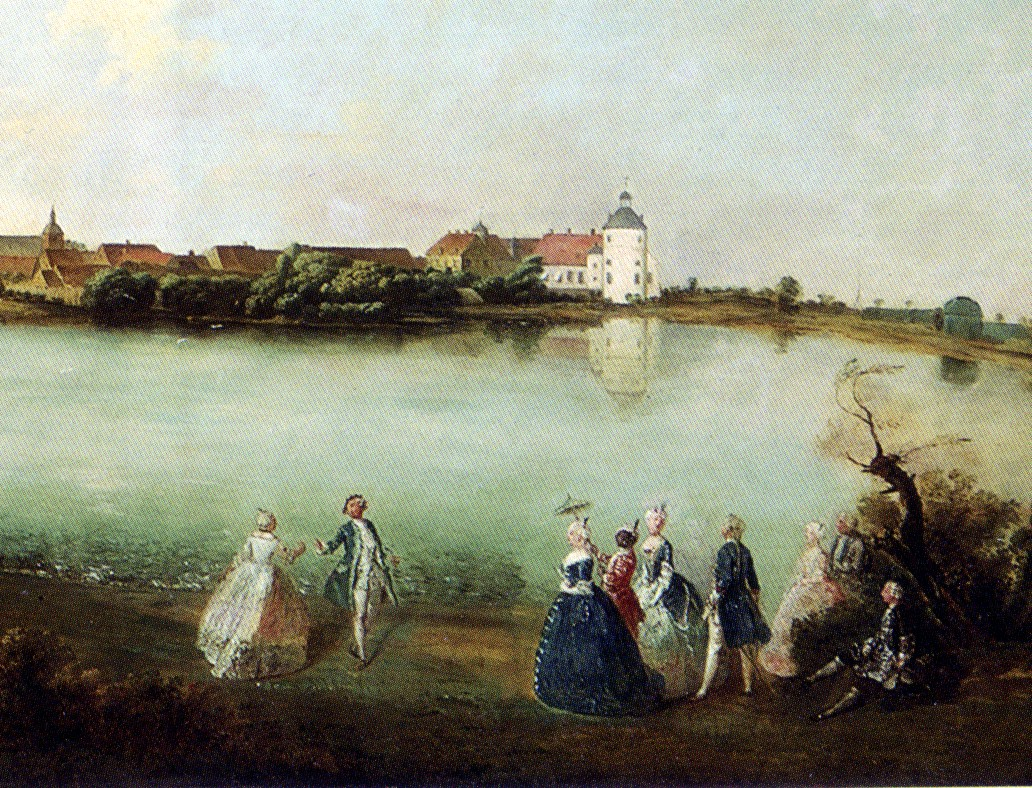
Vista de Rheinsberg 1737, fragment d'un quadre de Knobelsdorff

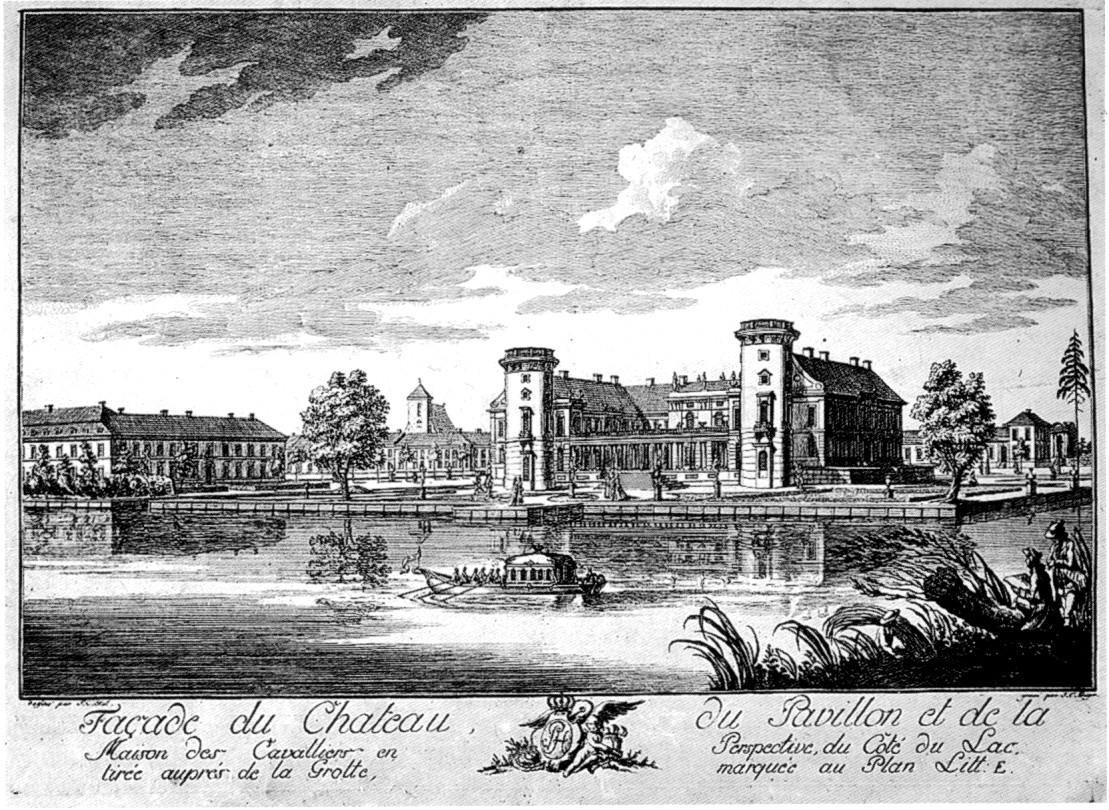
Palau de Rheinsberg al voltant de 1740, fragment d'un gravat

Knobelsdorff va cridar l'atenció del rei Frederic Guillem I de Prússia (el "rei soldat"), el qual el va fer unir-se al cercle del seu fill, el príncep Frederic, posteriorment rei Frederic II (Frederic el Gran). Després del seu fracassat intent de fugida de Prússia i el seu posterior empresonament a Küstrin, (avui dia Kostrzyn nad Odrą, Polònia), Frederic acabava d'assolir una mica més de llibertat de moviments per part del seu estricte pare. Aparentment, el rei esperava que Knobelsdorff, com a talentós i sensible aristòcrata, exercira una influència beneficiosa sobre el seu fill. (Les fonts divergeixen sobre la data del primer encontre entre Knobelsdorff i Frederic, però tothom la situa l'any 1732.)
Per aquella època, al príncep, que havia assolit el grau de coronel en complir 20 anys, se li va adjudicar el comandament d'un regiment a la ciutat guarnició de Neuruppin. Knobelsdorf va esdevenir el seu company de debats i el va assessorar en temes d'art i arquitectura. Van planejar conjuntament el jardí Amaltea, adjacent als murs de la ciutat, amb un petit temple romà dedicat a Apol·lo. Va ser la primera construcció d'aquesta mena a Europa i el primer projecte de Knobelsdorff per a Frederic el Gran. Ací es reunien per interpretar música, filosofar o departir. Fins i tot després del seu trasllat a Rheinsberg, Frederic el Gran visitava sovint el jardí, aprofitant els viatges a Neuruppin com a comandant de la guarnició.
L'any 1736 el príncep hereu va donar a Knobelsdorff l'oportunitat de fer un viatge d'estudis a Itàlia, que es va perllongar fins a la primavera de 1737. Les etapes del viatge van ser Roma, Nàpols i la seua rodalia, Florència i Venècia. Va anotar les seues impressions en un diari de viatge que conté almenys un centenar de dibuixos, però només d'una part del viatge, atès que en el tram de tornada va patir la mala fortuna de trencar-se un braç entre Roma i Florència. Va ser incapaç de dur a terme una missió secreta per la qual havia de portar a Rheinsburg uns cantants d'òpera, perquè els fons previstos eren inadequats. Va escriure al príncep que «Els castrati no poden ser temptats a abandonar […] un treball regular, especialment aquells de les classes populars, i aquesta és la raó per la qual s'estimen més 100 Rthlr (Reichstaler) a Roma a milers arreu.» Cal afegir que a la tardor de 1740, poc després que Frederic haguera ascendit al tron, va ser enviat a altre viatge d'estudi. A París només l'obra de l'arquitecte Perrault el va impressionar —la façana del Louvre i el costat del jardí del palau de Versalles. Entre els pintors, va citar Watteau, Poussin, Chardin i d'altres. En el seu retorn via Flandes va veure pintures de van Dyck i Rubens.
El Palau de Rheinsberg i la modesta residència del príncep esdevingueren un lloc de relaxada comunió i creativitat artística, amb un acusat contrast amb l'eixuta i prosaica atmosfera de la cort berlinesa del rei soldat. Ací, Frederic i Knobelsdorff discutien sobre arquitectura i urbanisme, i desenvolupaven les seues primeres idees d'un extens programa de construcció que havia de ser realitzat quan el príncep ascendira al tron. Rheinsberg fou el lloc on Knobelsdorff va rebre el seu primer gran encàrrec arquitectònic. En aquella època el palau consistia només en una torre i una ala. En una pintura de 1737 Knobelsdorff retrata el seu aspecte abans de les intervencions, tal com es veia des de la riba oposada del llac Grienericksee. Després del treball preliminar de l'arquitecte i constructor Kemmeter i en contacte regular amb Frederic, Kobelsdorff va donar al conjunt la forma que ens ha arribat fins avui dia. Va construir una nova torre i una nova ala i va unir les antigues i les noves amb una columnata.

### Forum Fridericianum
Aquesta construcció va ser projectada ja a Rheinsberg com a fita arquitectònica, senyal de l'inici del regnat de Frederic. El rei volia disposar d'un nou palau urbà a Berlín que poguera competir amb les més esplèdides residències reials europees. Knobelsdorff va projectar un gran edifici amb patis interiors, amb una cour d'honneur situada a la part frontal i amb columnates semicirculars tot just al nord del carrer Unter den Linden. Davant, va projectar una gran plaça amb dos edificis d'una sola planta, un teatre d'òpera i un local per a jocs de pilota. Poc després de l'accés de Frederic al tron, al maig de 1740, es van iniciar els estudis per dissenyar els fonaments, així com les negociacions per a l'adquisició i enderrocament de 54 cases que interferien amb el projecte. Ja el 19 d'agost de 1740 es van haver d'interrompre totes aquestes gestions, suposadament perquè el terreny no era apte per a la construcció. Però de fet, els llunyans parents del rei refusaven vendre-li les seues propietats, situades al bell mig de la projectada plaça.
Frederic va intentar salvar la situació i va introduir modificacions en el plànol. En començar la primera guerra de Silèsia (1740-1742), van haver de posposar-se totes les decisions sobre el Fòrum. No obstant això, fins i tot amb la guerra en marxa, el rei va voler que Knobelsdorff iniciara la construcció del teatre de l'òpera, l'actual Staatsoper Unter den Linden. L'obra del Fòrum va llanguir fins i tot després de la guerra. A principis de l'any 1745 es va fer evident l'interès de Frederic en Potsdam com a segona residència, i els plans originals per a Berlín van perdre prioritat. La construcció de la plaça de l'òpera (Opernplatz, avui dia Bebelplatz) va prendre una nova direcció. L'any 1747 es van iniciar els treballs de construcció de la Catedral de Santa Eduvigis, el 1748 el palau del príncep Heinrich, i entre 1775 i 1786 es va construir la Biblioteca Reial. L'aspecte definitiu de la plaça no té massa a veure amb el projecte original, però va ser molt lloada pels seus contemporanis i va provocar que Knobelsdorff assolira un gran prestigi. Els termes "Fòrum Fredericià" i "Forum Fridericianum" només apareixen en la literatura especialitzada del segle xix i mai no van ser emprats oficialment per designar la plaça.

### Teatre de l'Òpera i Catedral de Santa Eduvigis

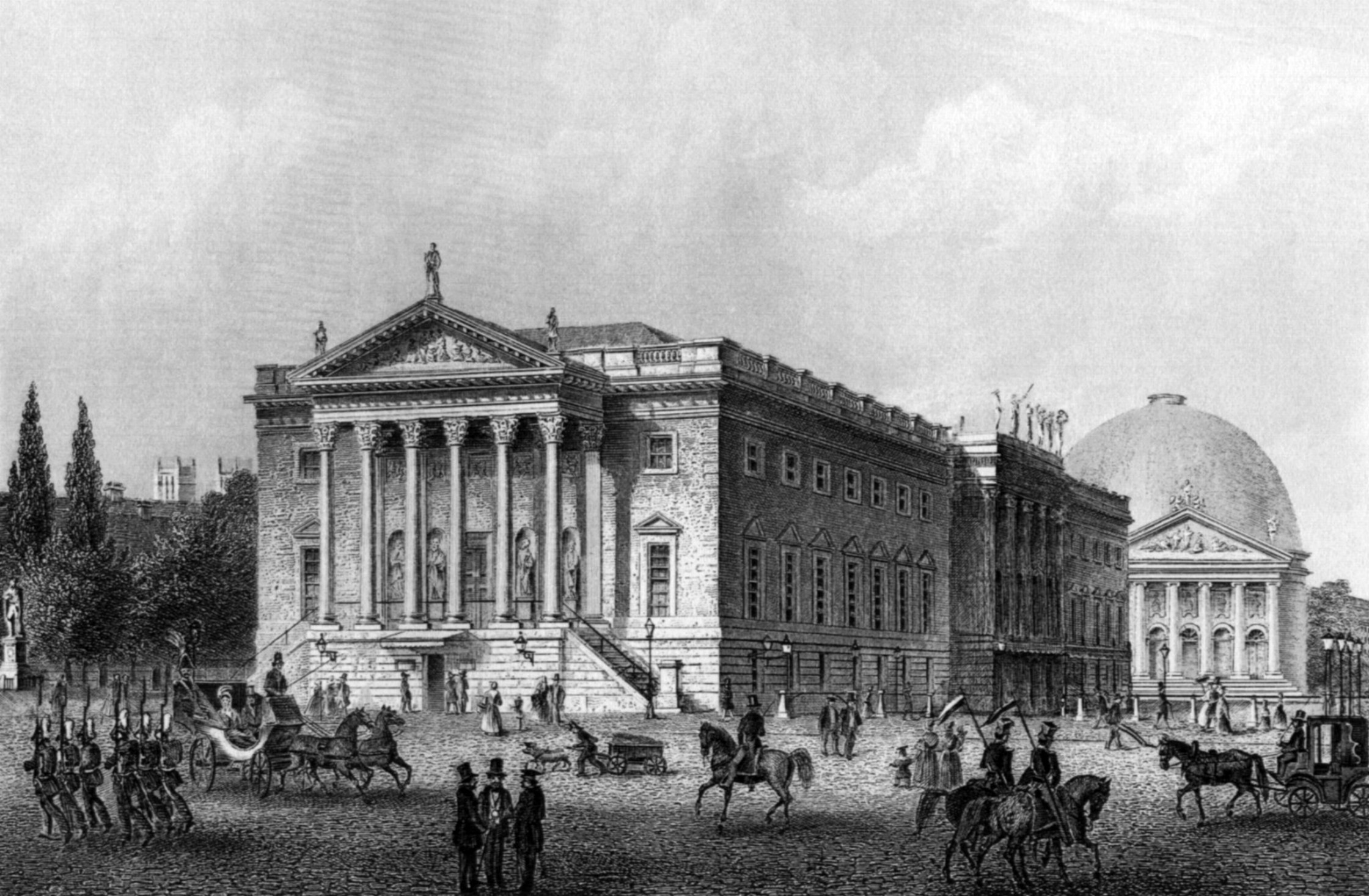
Òpera de Berlín i Catedral de Santa Eduvigis l'any 1850

Knobelsdorff va participar en la construcció de la Catedral de Santa Edivigis, però hom no sap en quina mesura. Frederic II va presentar a la comunitat catòlica el projecte complet, que probablement estava basat en les seues pròpies idees, desenvolupades per Knobelsdorff. Ben al contrari, el Teatre de l'Òpera va ser completament projectat per Knobelsdorff i és considerat una de les seues obres més importants. Per a la façana d'aquest edifici d'exteriors modestos, l'arquitecte va seguir el model de dues vistes extretes del "Vitruvius Britannicus" de Colin Campbell, una de les més importants col·leccions de gravats arquitectònics, que incloïa obres del Pal·ladianisme anglès. Per a l'interior va dissenyar una sèrie de tres estances principals amb diferents funcions, situades a diferents nivells i que van ser decorades distintivament: el vestíbul o "Sala Apol·lo", la sala per al públic i l'escenari. Diversos mitjans tècnics permetien agrupar-les en una única sala amb ocasió de grans celebracions. Knobelsdorff va descriure aquests dispositus tècnics en un periòdic berlinès, en què va manifestar orgullós: «aquest teatre és un dels més amples i llargs del món». L'any 1843 es va cremar fins als fonaments. Durant la Segona Guerra Mundial va patir diversos bombardejos. Cada reconstrucció va intentar respectar les intencions de Knobelsdorff, però s'hi van introduir modificacions tant a l'interior com a l'exterior. Poc després de ser contruïts, tant el teatre com la catedral van aparèixer a llibres de text i manuals d'arquitectura.

### El Parc Tiergarten

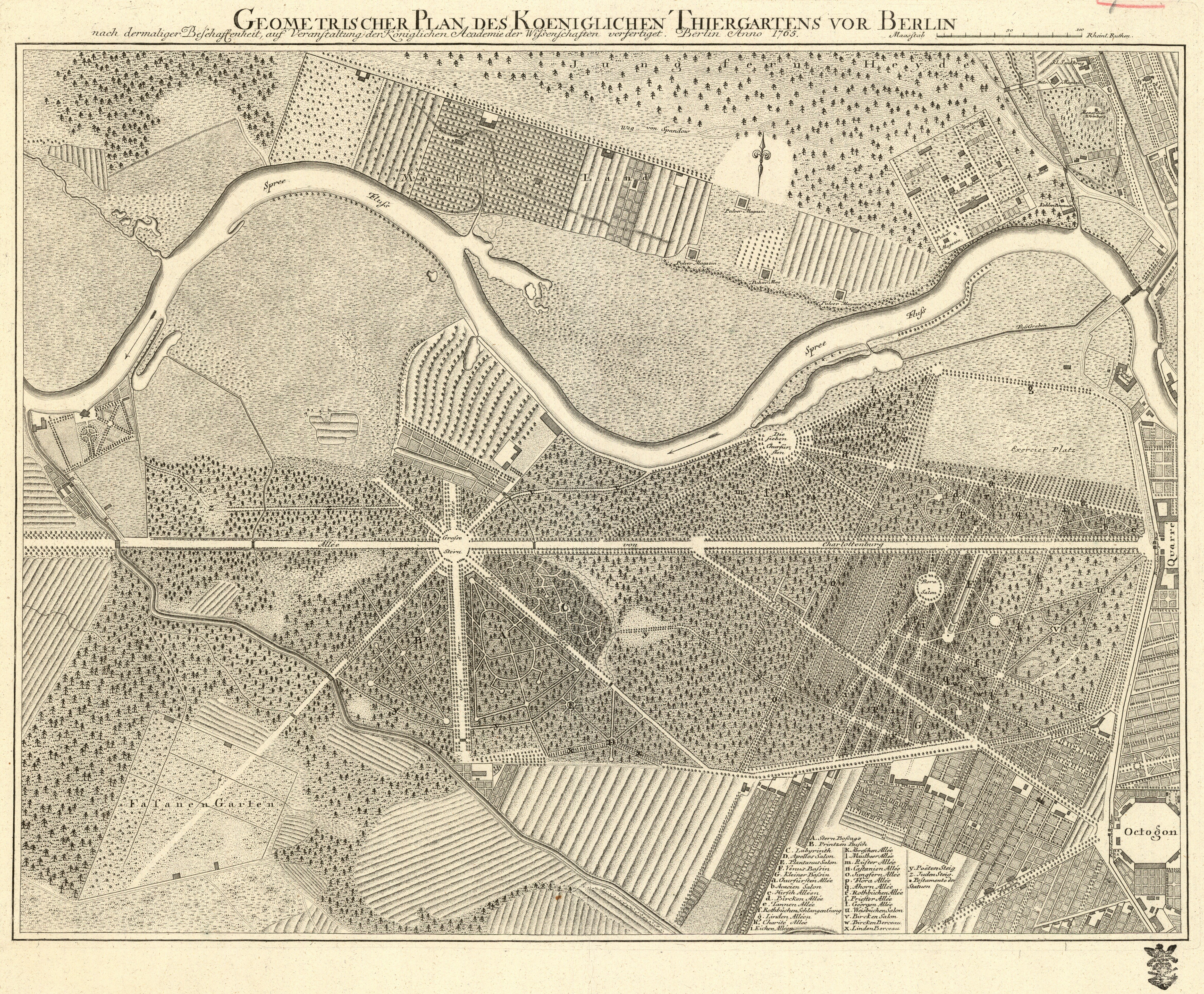
El Parc Tiergarten de Berlín, 1765

Ja a Neuruppin i Rheinsberg Knobelsdorff havia dissenyat jardins d'estil francès conjuntament amb el príncep. El 30 de novembre de 1741, Frederic II, ara rei, va emetre un decret que encetava el redisseny del Tiergarten per convertir-lo en el "Parc de Berlín". El document deia que el Baró Knobelsdorff havia rebut instruccions precises sobre els canvis. El Tiergarten, en el passat vedat de caça dels Electors i molt descuidat pel pare de Frederick, havia de ser transformat en parc públic i jardins de la residència reial de Berlín. Amb l'objecte de protegir la vegetació, la pastura hi va ser immediatament prohibida. L'interès de Frederic en aquest parc queda palès en un decret posterior, que prohibia la tala de grans arbustos o d'arbres sense l'expressa autorització reial.
Prèviament a la reconversió del Tiergarten s'hi van haver de drenar grans parcel·les del terreny. En molts casos Knobelsdorff va construir cascades en el canals de drenatge, una solució que posteriorment el rei Frederic va elogiar. L'obra en si va començar amb la millora dels eixos principals del parc, una avinguda que perllongava el bulevard Unter den Linden a través del Tiergarten fins a Charlottenburg (avui dia la Strasse des 17. Juni. Aquest camí estava vorejat de tanques i la unió de les vuit avingudes en la Columna de la Victòria (Siegessäule) va ser decorada amb 16 estàtues. Vers el sud, Knobelsdorff va situar els anomenats laberints a la manera dels existents en els més famosos parcs francesos—àrees separades entre si amb tanques artísticament disposades. Especialment a la banda Est del parc, prop de la Porta de Brandenburg, hi havia una densa xarxa de viaranys que constantment s'intersectaven i que contenien gran quantitat de "salons" i "gabinets"—petites àrees tancades, amb fonts i bancs. El successor de Knobelsdorff, el jardiner de la cort Justus Ehrenreich Sello, va iniciar la modificació d'aquestos passejos tardobarrocs, tot adoptant l'estil del jardí anglès, aleshores a la moda. Cap a la fi del segle xviii pràcticament no hi romania cap vestigi de l'obra de Knobelsdorff, a excepció de la disposició general del sistema d'avingudes. Tot i això cal no oblidar que hom deu a Knobelsdorff el projecte del primer parc alemany obert al públic des de la seua inauguració.
A principis del 1746 Knobelsdorff va comprar a bon preu en una subhasta una gran finca que confrontava amb el Tiergarten. Estava situada entre la Columna de la Victòria i el riu Spree, més o menys on ara es troba el Palau de Bellevue. La propietat incloïa un hort de moreres, prats i terres de conreu, hortes i dues granges de vaques lleteres. Knobelsdorff s'hi va fer construir un nou edifici, externament una senzilla casa de pagès. Hom considera que les pintures dels murs i el sostre van ser un regal d'Antoine Pesne al seu deixeble i amic. L'edifici va ser enderrocat l'any 1938. Alguns biògrafs són de l'opinió que Knobelsdorff només usava sa casa del Tiergarten per passar-hi els idíl·lics mesos estivals amb la seua família. No obstant això, el fet és que els camps van ser conreats intensament com a explotació agrícola, i van esdevenir una profitosa inversió. El mateix Knobelsdorff va estudiar els tractats de conreu d'arbres i hortalisses.

### Monbijou, Charlottenburg, Palau urbà de Potsdam
Les modificacions estructurals d'aquests tres palaus són part d'un ampli programa que Knobelsdorff va abordar en accedir al tron Frederic II o uns anys després.
El Palau de Monbijou era inicialment un pavelló d'una planta amb jardins que donaven al riu Spree. Fou una residència per a l'estiu i, després de 1740, la residència de la reina vídua Sofia Dorotea de Prússia, mare de Frederic II. Aviat, el pavelló va resultar massa petit per a les necessitats de representació de la reina mare, atès que només tenia cinc habitacions i una galeria. Sota la direcció de Knobelsdorff, l'edifici va ser ampliat en dues fases entre 1738 i 1742, fins a convertir-lo en una estructura gran i simètrica, amb ales laterals i petits pavellons. Va ser decorat amb colors forts, daurats, escultures i ornaments diversos. Aquesta decoració ja havia desaparegut vers 1755. Fins a la seua destrucció absoluta durant la segona guerra mundial, la façana estava coberta per una capa de guix blanc. Les poques restes que en van romandre van desaparèixer entre 1959 i 1960.
El Palau de Charlottenburg va ser molt usat durant el regnat de Frederic Guillem I. El seu fill va considerar habitar-lo, i tot just a l'inici del seu regnat va encarregar-ne l'apliació a Knobelsdorff. Així va ser com va sorgir una nova part de l'edifici, a l'est del palau original, coneguda com l'ala nova o l'ala Knobelsdorff. Conté dues estances famoses per la seua decoració. La sala blanca, saló del tron i sala on Frederic el Gran solia sopar, amb un sostre pintat per Pesne, deixa una impressió continguda, gairebé classicista. Ben al contrari, la galeria daurada gaudeix d'una riquíssima ornamentació, en verd i daurat, i és considerada l'epítom del rococó fredericià. El contrast entre aquestes dues estances adjacents palesa l'amplitud del rang de formes d'expressió que podia emprar Knobelsdorff. L'interès del rei per Charlottenburg es va anar esvanint a mesura que considerava Potsdam com a segona residència oficial, començava a construir-hi i, finalment, decidia residir-hi. El palau de Charlottenburg va patir grans danys durant la segona guerra mundial, i a partir de 1945 va ser reconstruït, tot respectant al màxim la configuració original.
Palau de la ciutat de Potsdam. Aquest edifici barroc havia estat finalitzat l'any 1669. Després d'abandonar el pla de construir un nou palau urbà a Berlín, Fredreric el Gran va encarregar-ne a Knobelsdorff la remodelació, que va tenir lloc entre 1744 i 1752, amb riques decoracions interiors d'estil rococó. Els seus canvis en la façana van tenir l'objectiu d'alleujar l'enorme edifici. Va afegir pilastres i escultures de pedra clara a les superfícies de guix vermell. S'hi van afegir nombrosos elements decoratius; per exemple xemeneies ricament decorades als sostres de coure lacat en blau. Molts d'aquests detalls es van perdre aviat, i no van ser substituïts. Durant la segona guerra mundial, l'edifici va resultar molt danyat, i entre 1959 i 1960 va ser completament enderrocat. El Parlament de l'Estat de Brandenburg va decidir reconstruirlo per a l'any 2011, almenys el seu exterior. L'any 2002 es va col·locar en la seua localització històrica una còpia d'una part de l'edifici, l'anomenat pòrtic de la Fortuna.

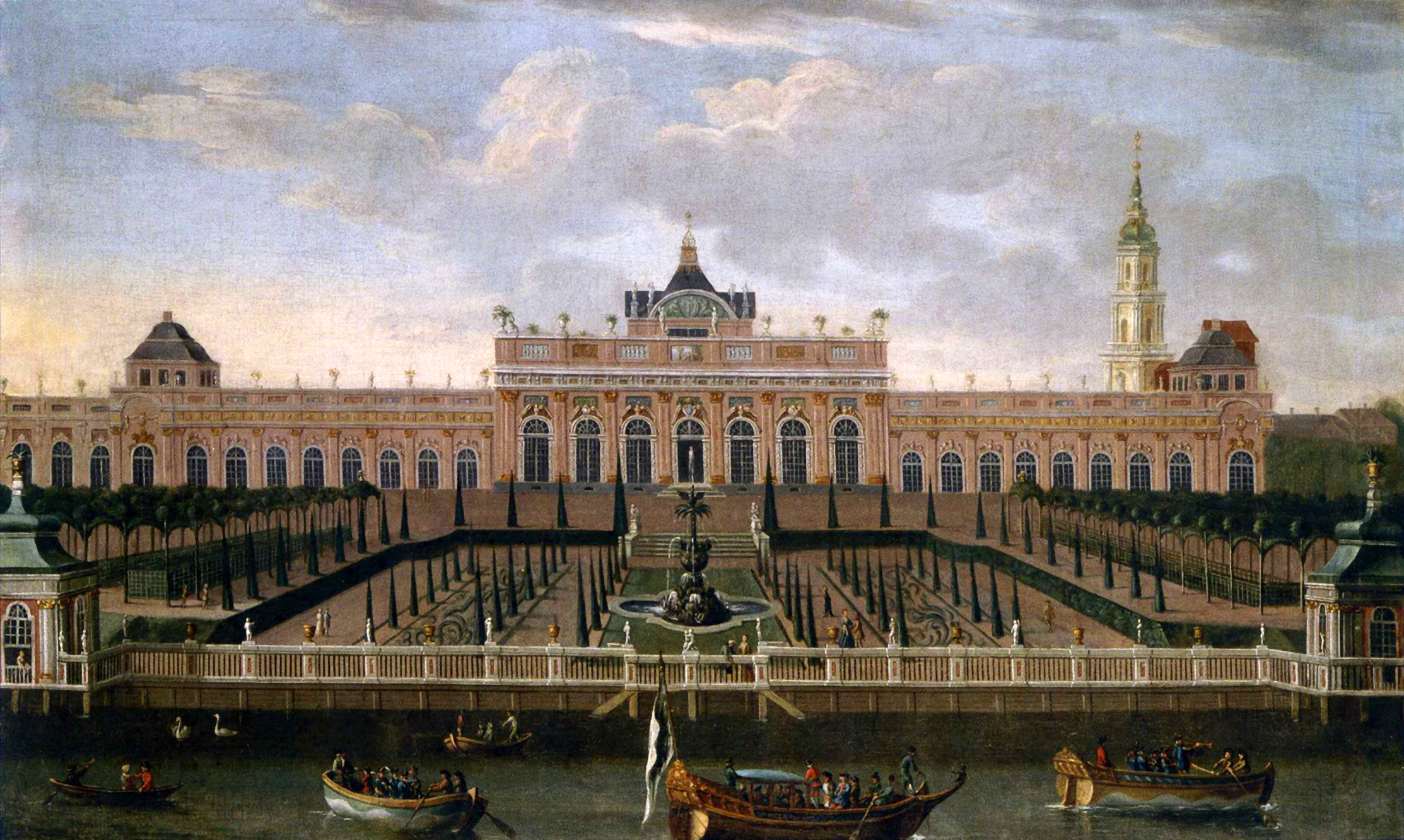
Palau de Monbijou, 1739
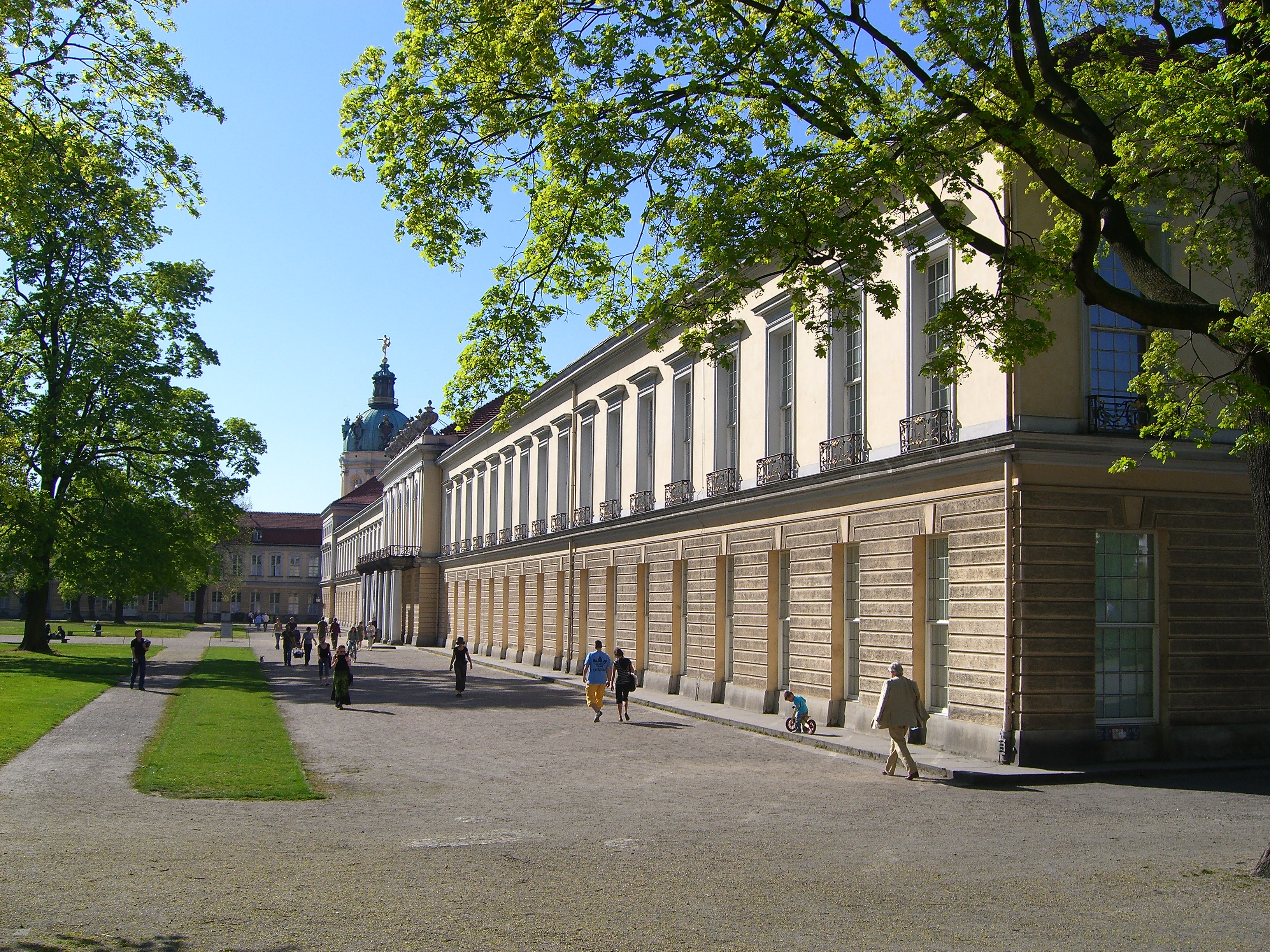
L'ala Knobelsdorf del Palau de Charlottenburg
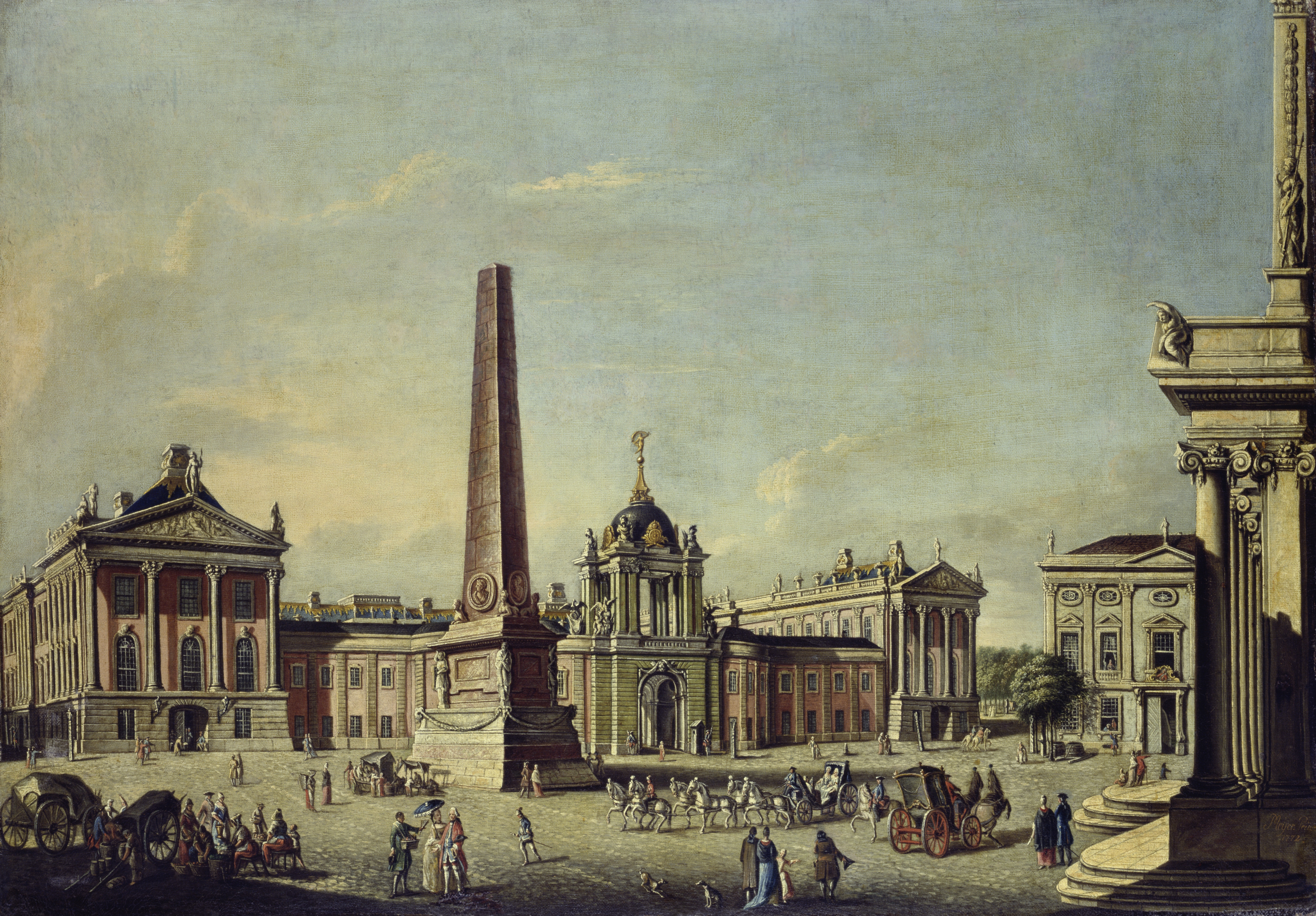
Palau de la ciutat de Potsdam amb el pòrtic de la Fortuna i l'obelisc
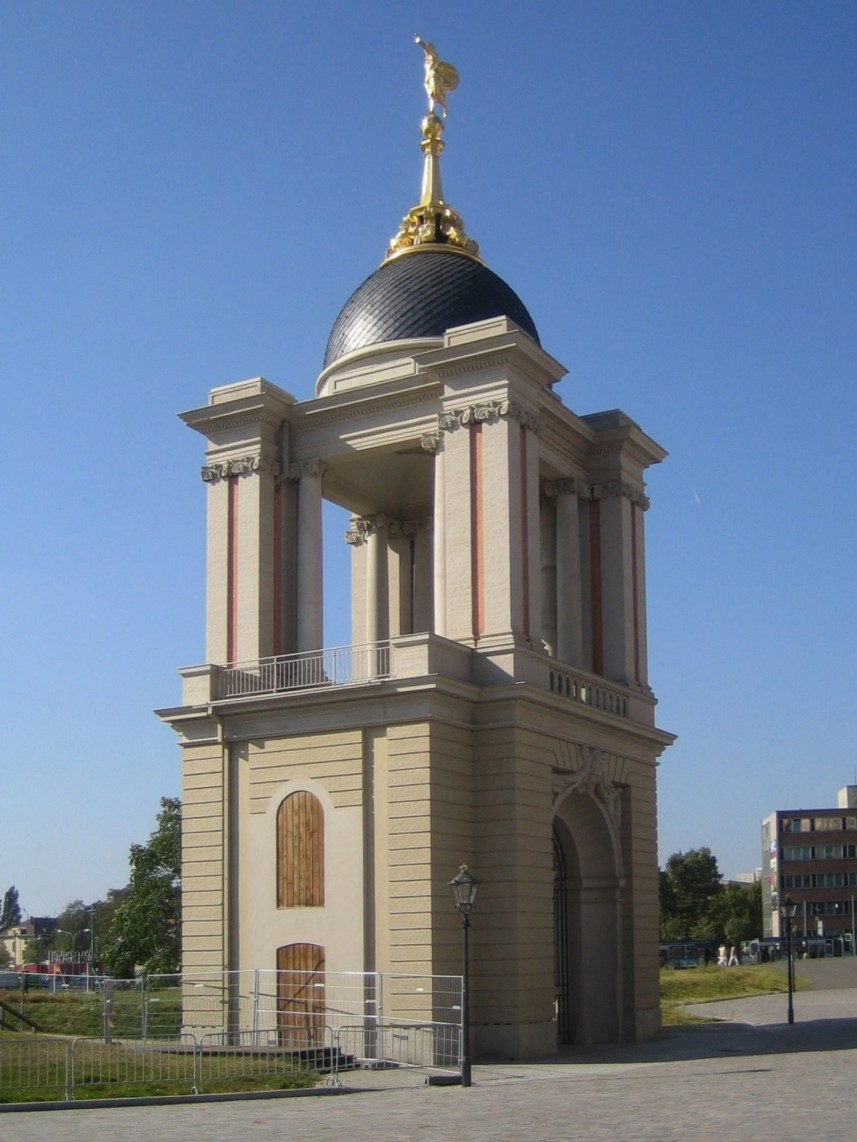
El pòrtic de la Fortuna reconstruït

### Palau de Sanssouci

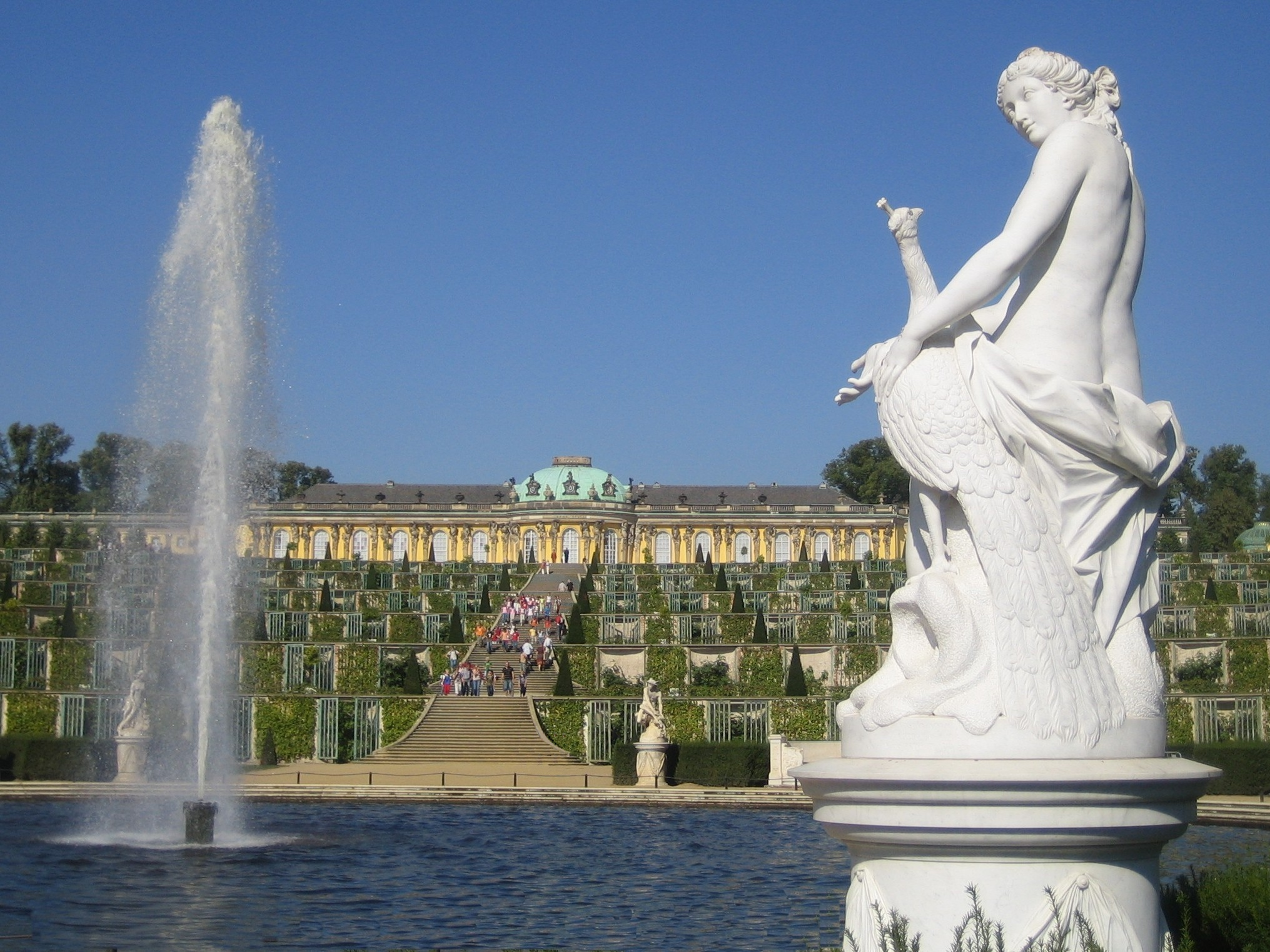
Palau de Sanssouci i la Gran Font

El 13 de gener de 1745, Frederic el Gran va decidir construir un palau d'estiu a Potsdam ("Lust-Haus zu Potsdam"). Havia fet bastants bosquejos del que desitjava, i va encarregar-ne a Knobelsdorff el projecte. Va especificar que volia un edifici d'una única planta que estiguera situat al capdamunt d'unes terrasses de vinya al vessant sud del tossal de Bornstedt, al nord-est de Potsdam. Knobelsdorff va fer objeccions a aquesta idea; volia fer un edifici més alt, afegint-hi un semisòtan que actuara com a pedestal, i acostar l'edifici a la vora del tossal, per evitar que en ser vist des de baix semblara com si s'enfonsara en terra. Tanmateix, Frederic va insistir en la seua idea. Fins i tot se li va advertir que aquesta mena d'edifici podia provocar-li gota i refredats; però el rei no va canviar d'opinió. Posteriorment va patir aquestes malalties, però les suportava sense queixar-se'n. Després de només dos anys de construcció, el Palau de Sanssouci ("la meua caseta de la vinya", com Frederic l'anomenava) va ser inaugurat l'1 de maig de 1747. Habitualment, Frederic el Gran hi residia de maig a setembre; durant l'hivern vivia al palau de la Ciutat de Potsdam.

### Arts decoratives

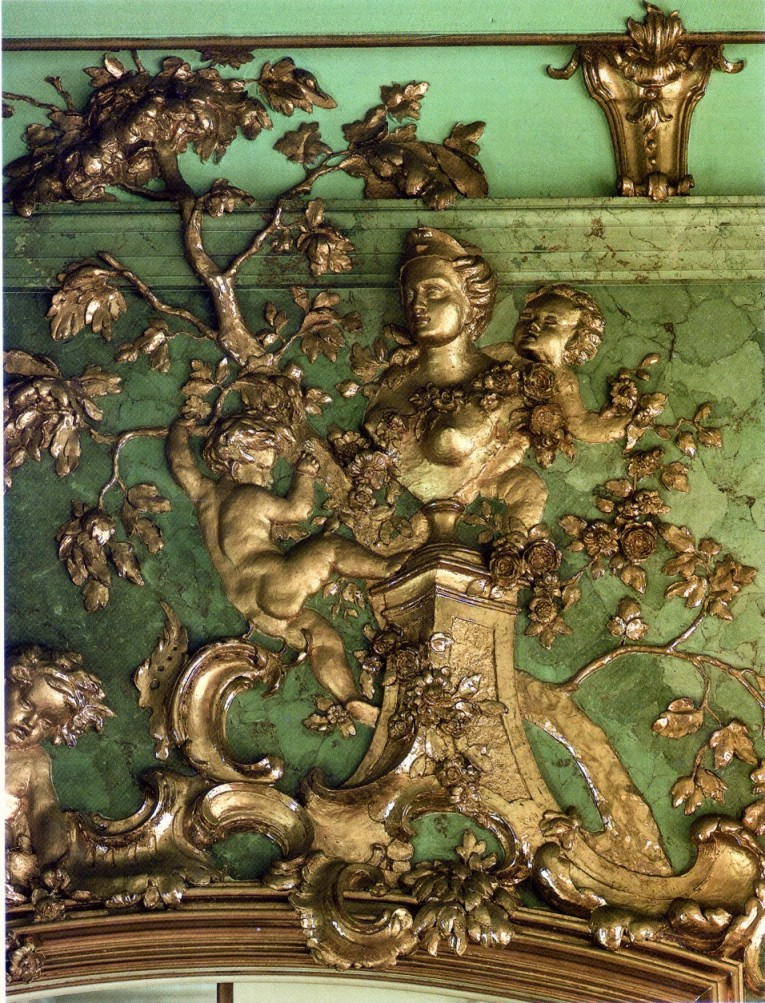
Schloss Charlottenburg, Galeria Daurada. Detall

La versatilitat artística de Knobelsdorff queda demostrada en els seus dissenys de gerros per a jardí, marcs d'espills, mobles i carrosses. Aquesta dedicació va culminar en el disseny d'interiors, com ara la sala de l'Òpera de Berlín, Staatsoper Unter den Linden, i les grans cambres d'ús protocol·lari al Palau de Charlottenburg. L'ornamentació decorativa fou una important branca artística del rococó. Els mestres francesos en la matèria, Antoine Watteau, Jules Aurele Meissonier i Jaques de La Joue, havien creat patrons i models que havien gaudit d'una important difusió a través d'aiguaforts i gravats. Òbviament, Knobelsdorff es va veure influït per l'obra de Watteau; motius del qual va emprar i va adaptar a Rheinsberg per a marcs de quadres i espills.
Aquesta influència es va demostrar determinant en el disseny de la Galeria Daurada de la nova ala del Palau de Charlottenburg, una obra mestra del rococó fredericià, construïda entre 1741 i 1746. Va resultar destruïda durant la segona guerra mundial, però posteriorment seria reconstruïda. L'artista, que tota la vida havia gaudit d'una especial connexió amb la natura, hi va crear un reialme artístic dedicat a evocar-la i glorificar-la. Alhora, el paisatge del jardí del palau va ser introduït a la galeria amb l'ús dels espills. La galeria fa 42 metres de llarg; els murs estan coberts amb algeps de crisopras verd; els ornaments, els bancs i les mènsules són daurats. Els murs i el sostre estan coberts d'ornaments basats en la seua major part en motius vegetals. Clarament, la concepció dels grotescos ornamentals de Watteau—un marc fet de plantes idealitzades i motius arquitectòcnics envoltant escenes pastorals—li va servir sovint d'inspiració.

### L'Església francesa de Potsdam
L'Església francesa és una de les últimes obres de Knobelsdorff. El projecte per a la congregació hugonot era un petit edifici redó, que evocava el Panteó de Roma. Va ser construïda sota la direcció de Jan Boumann, el talent arquitectònic del qual no era estimat per Knobelsdorff, però que en els darrers anys començava a ser un arquitecte de moda. És de planta oval, d'uns 15–20 metres i disposa d'una cúpula flotant que 80 anys després Karl Friedrich Schinkel qualificaria com molt audaç pel que feia a la seua estàtica. El modest interior dona la impressió d'un amfiteatre a causa de la balconada de fusta que la rodeja. Segons les especificacions de l'Església Reformada Francesa no hi ha decoració, ni creu, ni pila baptismal ni cap adorn figuratiu. Frederic II va lliurar l'església acabada a la congregació de Potsdam el 16 de setembre de 1753, el dia en què Knobelsdorff va morir.
En el segle xix, Schinkel va modificar-ne l'interior, que des de la seua inauguració s'havia deteriorat. Havia estat construïda sobre una base inestable a causa de la humitat, i els danys havien aparegut ràpidament. Va romandre tancada durant anys en diversos períodes, però fins i tot va sobreviure intacta a la segona guerra mundial. Les darrers grans intervencions de restauració van tenir lloc entre 1990 i 2003.

## Malaltia i mort
Vers el 1753 va començar a empitjorar l'afecció hepàtica que Knobelsdorff patia des de feia anys. Una estada al balneari belga de Spa no li va aportar cap alleujament. El 7 de setembre de 1753, poc abans de morir, Knobelsdorff va escriure al rei «en una breu treva del dolor». Li va agrair «totes les atencions i els beneficis que vostra Majestat ha vessat sobre mi al llarg de la meua vida». Alhora li reclamava que les seues dues filles li foren reconegudes com a hereves legals. Això era problemàtic perquè les noies havien nascut d'una relació desequilibrada des del punt de vista social. L'etern solter Knobelsdorff havia mantingut una relació amb la filla del sagristà de Charlottenburg, Schöne, l'any 1746, guanyant-se la desaprovació de la societat cortesana. Frederic II li va concedir aquesta petició, posant la condició que el seu títol nobiliari no passaria a mans de les hereves.
Knobelsdorff va morir el 16 de setembre de 1753. Dos dies després, el Berlinische Nachrichten informava, «El dia 16 d'aquest mes, l'honorable cavaller Sr. George Wentzel, Baró de Knobelsdorff, director artístic de tots els palaus reials, cases i jardins, director en cap de totes les construccions en totes les províncies, així com conseller financer, de guerra i de patrimoni, deixà la vida després d'una llarga malaltia als 53 anys de la seua prestigiosa existència.» Va ser enterrat el 18 de setembre sota la volta de l'Església Alemanya de Gendarmenmarkt. Quatre anys després, el seu amic Antoine Pesne va ser enterrat al seu costat. Quan l'església fou reconstruïda, l'any 1881, les restes van ser traslladades a un cementeri de Hallisches Tor; la seua tomba va ser senyalada amb una llosa de marbre i un angelot. La tomba va ser destruïda per una bomba durant la segona guerra mundial. Avui dia hi ha al cementeri núm. 1 de la congregació de la congregació de Jerusalem i Nova Església un monument erigit per l'Estat de Berlín, dedicat a Knobelsdorff i Pesne.

## Models
Com a arquitecte, Knobelsdorff va rebre la influència dels edificis i l'obra teòria d'Andrea Palladio. Aquest important arquitecte italià de l'alt Renaixement havia publicat l'any 1570 la influent obra "Quattro libri dell'architettura", que contenia les seues pròpies creacions i nombrosos dibuixos d'obres arquitectòniques de l'Antiguitat. Estimulat per Palladio, el segle xvii va veure el desenvolupament i la difusió d'un nou estil, principalment a l'Europa septentrional, protestant i anglicana, i especialment a Anglaterra. En contrast a l'estil barroc, que es donava de manera simultània, amb les seues formes recargolades i els relleus a les façanes amb forma còncava-convexa, el Pal·ladianisme va fer ús de les formes clàssiques, de gran simplicitat. Knobelsdorff va seguir aquest estil en gairebé tots els seus edificis, almenys en l'exterior; però no va copiar simplement els models, sinó que desenvolupà un estil personal a partir d'ells (només després de la seua mort van popularitzar-se les còpies directes als edificis de Berlín i de Potsdam). En sentit ampli podria dir-se que Knobelsdorff va introduir el Classicisme a Prússia, tot i que estrictament es considera que aquest estil s'hi va implantar a finals del segle xviii i va assolir el seu punt culminant a principis del segle xix amb Karl Friedrich Schinkel. Per a les decoracions interiors, Knobelsdorff va seguir de ben a prop les principals tendències del seu temps, i va deixar superbs exemples de l'art decoratiu del barroc tardà en el seu estil rococó fredericià, que desenvolupà inspirant-se en models francesos.

## Col·lecció d'art
Knobelsdorff va ser un entusiasta col·leccionista d'art, fet desconegut fins al recent descobriment d'antigues llistes d'inventari. Va llegar al seu amic, el tinent coronel von Keith, una gran col·lecció de pintures i gravats pràcticament única al segle xviii berlinès. Els fideïcomissaris dels seus béns van inventariar 368 pintures valorades en prop de 5400 Reichstaler i més de 100 gravats per valor de 400 Reichstaler. No és clar com Knobelsdorff va poder adquirir aquesta considerable col·lecció. No existia cap mercat d'art regular al Berlín de l'època; com a molt hi havia vendes de caràcter individual o subhastes d'herències que de vegades incloïen alguna obra d'art. Probablement va utilitzar contactes amb Amsterdam i Rotterdam, que llavors eren els centres del pròsper mercat d'art neerlandès. El nucli de la seua col·lecció van ser els paisatges, especialment els d'origen neerlandès de la segona meitat del segle xvii. Els retrats també van ser una part important de la seua col·lecció, que també incloïa algunes escenes de batalla, tot reflectint els gustos de l'època. Els pintors contemporanis a penes hi estaven representats i hi havia 37 obres del mateix Knobelsdorff. Poc després de la seua mort la col·lecció es va vendre i es va dispersar.

## Knobelsdorff i Frederic II
La relació de Knobelsdorff amb Frederic II fou un aspecte de principal importància en la seua vida. Quelcom semblant a l'amistat va sorgir a Neuruppin i Rheinsberg a partir de llur compartit interès per l'art i l'arquitectura. Aquest gairebé constant contacte, centrat en només determinats temes d'interès per a ambdós, va trobar el seu final natural quan l'any 1740 el príncep va ascendir al tron com Frederic II i es va haver de concentrar en noves àrees, com ara l'administració de l'estat o els assumptes de guerra, el que va fer que haguera de mantenir contactes amb un cercle de col·laboradors i consellers molt més ampli.
Des que Frederic es va adonar de la capacitat de Knobelsdorff, en la que diposità grans esperances, va començar a bombardejar-lo amb treball, però també li va atorgar títols i distincions, així com una luxosa casa a la Leipziger Strasse perquè l'habitara mentre estiguera sota el seu servei. Se li va donar control absolut sobre els edificis reials i fou nomenat director de teatre i representacions musicals (fins a l'any 1742). A banda dels projectes arquitectònics havia d'ocupar-se de tasques administratives i enfrontar-se amb molts assumptes extra; com ara organitzar focs artificials als jardins del palau de Charlottenburg, dissenyar decoracions per a l'òpera i gestionar quadres de cavalls a Berlín. Tot i que habitualment el treball de Knobelsdorff es limitava al projecte arquitectònic i deixava la direcció d'obra a altres arquitectes i tècnics experimentats, de vegades tenia més treball del que podia fer. Això empipava l'impacient rei. L'any 1732 li va demanar que s'afanyara, «així no tindré cap raó per mostrar-vos el meu descontentament ni per fer canvis respecte a la casa que us vaig donar com a residència a Berlín.... No feu cap cosa de la manera que jo vull i sou tan mandrós com un cavall d'artiller». Inicialment aquestes desavinences eren l'excepció.

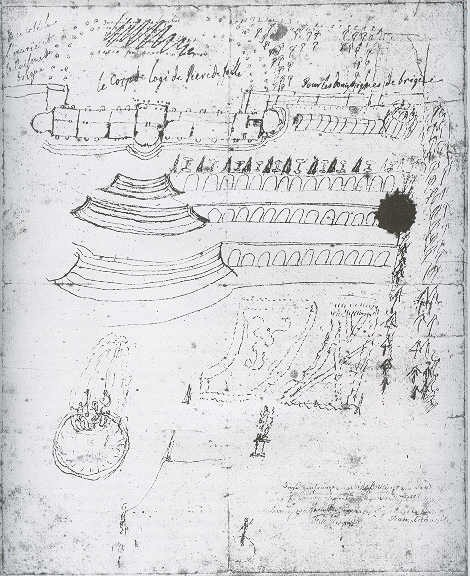
Esbós de Frederic el Gran que mostra les seues intencions per al palau de Sanssouci

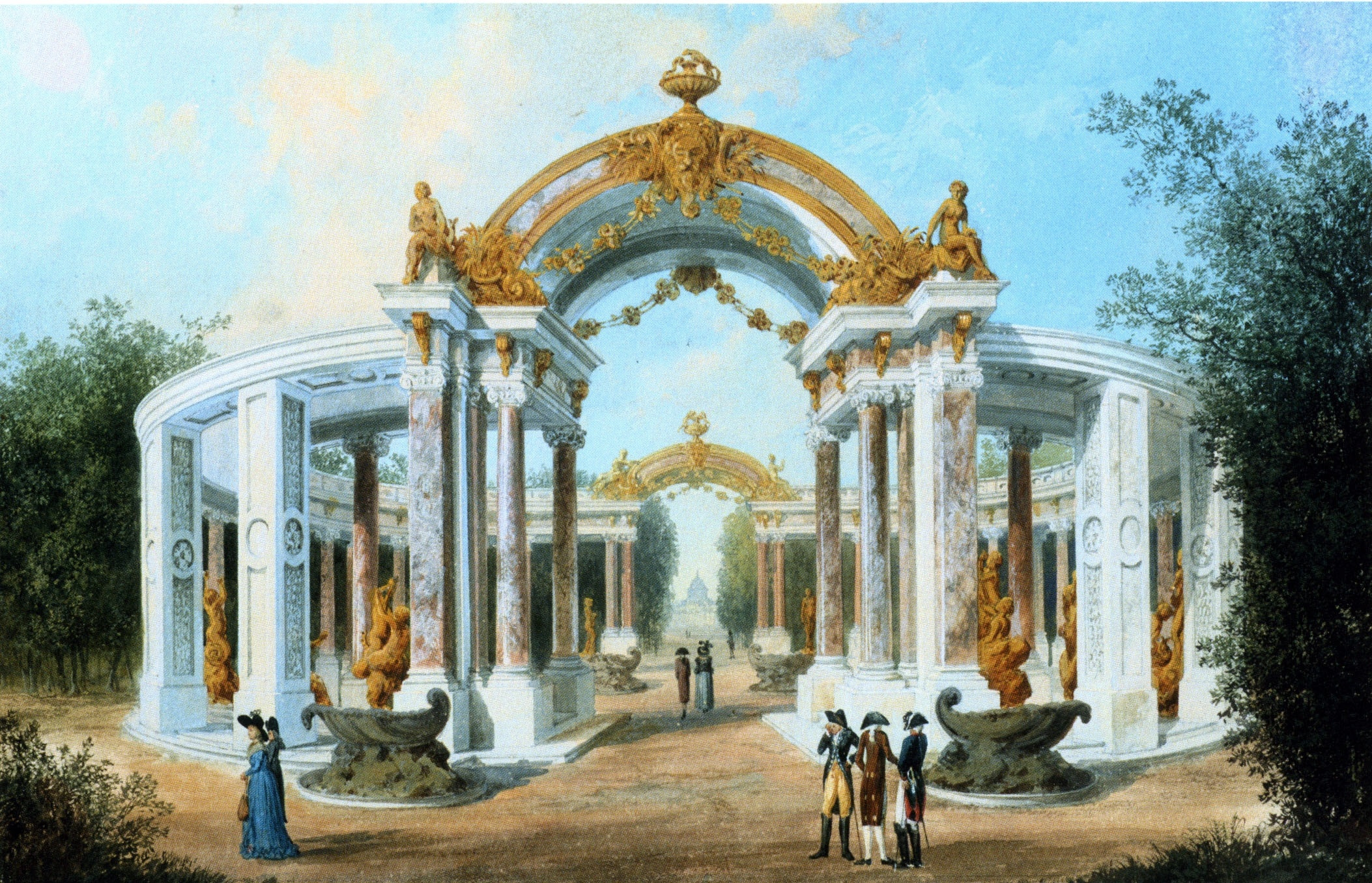
Columnata dels jardins de Sanssouci, desapareguda

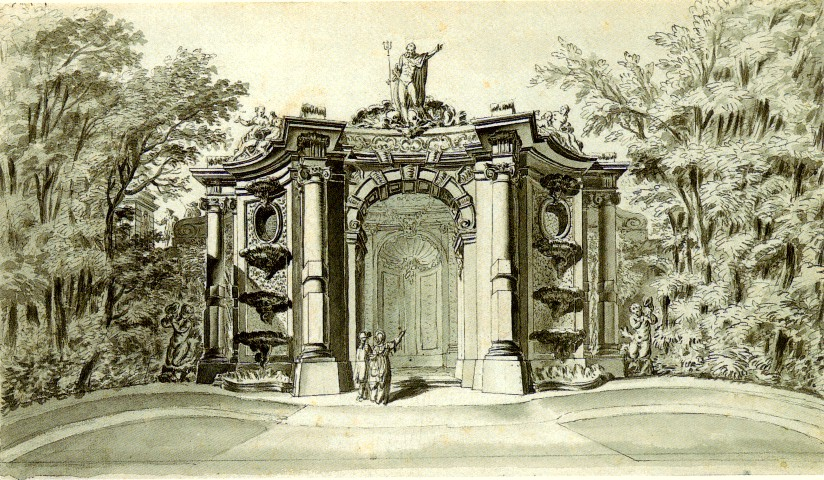
Proposta per a gruta de Neptú, a Sanssouci

Però des del principi hi hagué un desacord fundamental que a poc a poc esdevingué més evident. Per a Knobelsdorff, que era un artista seriós, l'arquitectura i la pintura es trobaven al centre dels seus interessos. Frederic el Gran tenia un viu interès en ambdues disciplines i va adquirir certa tècnica, però continuava sent un afeccionat per al qual l'arquitectura no seria mai la principal preocupació. De vegades comparava el seu interès en la matèria amb el lleuger plaer d'un xiquet jugant amb nines. Tant el rei com el seu arquitecte tenien un caràcter inflexible i de vegades brusc. Consegüentment, diferents punts de vista sobre determinats temes acabaven sovint en enfrontaments personals. Quan Knobelsdorff va contradir decididament els plans del rei sobre el palau de Sanssouci va ser destituït del càrrec de responsable de la construcció del palau, a l'abril de 1746—tot al·legant-ne públicament raons de salut. El 1747 es va detectar un complet desordre en els comptes de la construcció, administrats per un tal Fincke que ja havia col·laborat anteriorment en els grans projectes de Knobelsdorff i sota la seua direcció. Arran d'això, Frederic va escriure una carta a l'arquitecte en què «mostrava el seu extrem desgrat» perquè Knobelsdorff «ja no presta atenció a l'ordre i la correcció.»
Això va suposar l'inici d'un permanent distanciament. Tot i que Knobelsdorff continuava rebent tot tipus d'encàrrecs—va projectar la columnata del Parc de Sanssouci (Columnata de marbre), la gruta de Neptú a Potsdam, la Porta de Neustadt, diverses residències, l'església francesa, l'obelisc de la plaça del mercat i d'altres—durant anys va mantenir-se allunyat de la cort. Un intent de trencar el glaç va acabar en fracàs. El rei el va convocar a Potsdam a l'estiu de 1750, però aviat es va sentir molest per certs comentaris de l'arquitecte i li va ordenar que tornara a Berlín. Knobelsdorff va obeir immediatament, però a mitjan camí de Berlín, un Feldjäger (policia militar) el va interceptar amb el missatge reial que deia que havia de presentar-se a la cort. Segons la tradició, la resposta de Knobelsdorff fou, «El rei mateix m'ha ordenat tornar a Berlín. Sé perfectament quina ordre he d'obeir, si la del rei o la d'un Feldjäger,» i va continuar el seu viatge.
Després d'aquest episodi mai més va veure el rei. Tot sembla indicar que Frederic II havia col·laborat amb esbossos originals en les principals obres de Knobelsdorff, però no és possible determinar amb seguretat la magnitud de la seua contribució. Aquell que vulga avaluar la contribució real en el procés creatiu haurà de tenir en compte que els esbossos del rei reflecteixen el resultat de les deliberacions conjuntes amb l'arquitecte. Al principi, el príncep hereu veia en Knobelsdorff, qui era 13 anys major que ell, una mena de mentor en temes d'art i d'arquitectura, i acatava els seus suggeriments. Després, sovint insistia en els seus punts de vista respecte de temes determinats i el forçava a seguir-los amb l'autoritat que li donava la seua posició superior. Però bàsicament les seues opinions artístiques estaven alineades amb les de Knobelsdorff. Per exemple, fins i tot després de la mort de l'arquitecte, el rei va decidir copiar la sala de marbre i la sala del teatre del Palau de Potsdam al nou Palau Nou de Sanssouci—això suggereix que les tensions que finalment van sorgir eren degudes més aviat a temes personals que a desavinences artístiques.

## Opinions diverses
Jakob Friedrich Baron von Bielfeld, qui va formar part del seguici del príncep hereu a Rheinsberg, va escriure l'any 1739: "El senyor von Knobelsdorff és un cavaller d'aspecte seriós i semblant una mica sever, però d'un mèrit considerable. La seua aparença externa ni és elegant ni té encís, però això no el fa menys admirable. El compare amb un bonic roure, i com sabeu, no cal que tots els arbres d'un jardí estiguen podats formant arcs, tan graciosament com a Marly" (traducció).
Heinrich Ludwig Manger menciona Knobelsdorff al seu "Baugeschichte von Potsdam" (1789/90). Després d'enumerar 30 obres arquitectòniques que van va projectar només a Potsdam, també parla d'ell com a pintor: "Tot i que realment no pertanyen a la història de l'arquitectura, cal dir que també va pintar moltes obres, totes elles al natural. Va parar esment en tots els detalls que creia que podria utilitzar en el futur, i els esbossava en el seu quadern, que sempre duia a la seua butxaca. Aquests dibuixos són lliures i senzills i estan traçats amb la mestria que el caracteritzava. […] El mateix pot ser afirmat dels seus paisatges. perquè tot en ells va ser pintat directament de la natura amb una meravellosa barreja de colors, sense que esdevingueren pesats o massa acolorits" (traducció).
Frederic el Gran va escriure un discurs commemoratiu sobre Knobelsdorff en francès, i el va llegir el 24 de gener de 1754 davant de l'Acadèmia de Ciències, a la qual havia pertangut Knobelsdorff des de 1742 com a membre honorífic. S'hi va referir a les tensions que van sorgir entre tots dos durant els últims anys, però va deixar ben car que continuava admirant-lo: "Knobelsdorff va ser molt estimat pel seu sincer i recte caràcter. Estimava la veritat i creia que no podia ofendre ningú. Considerava que la correcció social era un obstacle i evitava tot allò que poguera restringir la seua llibertat. Hom havia de conéixer-lo per apreciar per complet els seus mèrits. Encoratjava els joves tatents, estimava els artistes i preferia excloure's a figurar en primer pla. Sobretot he de reconèixer en ell que mai no va confondre la competició amb la gelosia, dos sentiments molt diferents [...]" (traducció).

## Cronologia de les principals obres
- 1734 - Temple d'Apol·lo al jardí d'Amaltea a Neuruppin.
- 1737 – Reforma del Palau de Rheinsberg (fins a 1740)
- 1740 – Plans per a la reconstrucció de la ciutat de Rheinsberg després de l'incendi. Projecte i construcció del Teatre de l'Òpera de Berlín (fins a 1743). Ampliació del Palau de Monbijou a Berlín (fins a 1742). Nova ala del Palau de Charlottenburg (fins a 1742, l'interior fins a 1746).
- 1741 – Inici del redisseny del Parc Tiergarten de Berlín.
- 1744 – Obra de reconstrucció del Palau Urbà de Potsdam (fins a 1752) i projecte per al Parc de Sanssouci.
- 1745 – Propostes de columnata per al Parc de Sanssouci. Projecte del Palau de Sanssouci (acabat l'any 1747).
- 1748 – Projecte de reconstrucció del Palau de Dessau (no executat)
- 1749 – Projecte per a la Sala de Marbre al Palau Urbà de Potsdam.
- 1751 – Projecte de Columnata i gruta de Neptú al Parc de Sanssouci.
- 1752 – Obra de l'Església Francesa de Potsdam.
- 1753 – Projecte per a l'obelisc de la plaça del mercat de Potsdam i per a la Porta de Neustadt, també a Potsdam.